# Teen Dream
Teen Dream är det tredje studioalbumet av den amerikanska drömpop-duon Beach House. 
Det släpptes i januari 2010 på Sub Pop i USA och genom Bella Union i Europa. Albumet producerades av Chris Coady.

## Låtlista
| Nr  | Titel                   | Längd |
| --- | ----------------------- | ----- |
| 1.  | Zebra                   | 4:48  |
| 2.  | Silver Soul             | 4:58  |
| 3.  | Norway                  | 3:54  |
| 4.  | Walk in the Park        | 5:22  |
| 5.  | Used to Be              | 3:58  |
| 6.  | Lover of Mine           | 5:06  |
| 7.  | Better Times            | 4:23  |
| 8.  | 10 Mile Stereo          | 5:03  |
| 9.  | Real Love               | 5:20  |
| 10. | Take Care               | 5:48  |
| 11. | Baby (iTunes-bonusspår) | 2:59  |